# Берлингтон (Колорадо)
Берлингтон (енгл. Burlington) град је у америчкој савезној држави Колорадо.

## Демографија
По попису из 2010. године број становника је 4.254, што је 576 (15,7%) становника више него 2000. године.
| Група             | 2000.         | 2010.         |
| Белци             | 2.736 (74,4%) | 2.769 (65,1%) |
| Афроамериканци    | 137 (3,7%)    | 220 (5,2%)    |
| Азијати           | 14 (0,4%)     | 23 (0,5%)     |
| Хиспаноамериканци | 755 (20,5%)   | 1.168 (27,5%) |
| Укупно            | 3.678         | 4.254         |